# 3391 Sinon
3391 Sinon là một tiểu hành tinh Trojan Sao Mộc có quỹ đạo L4 Điểm Lagrange thuộc hệ Mặt trời-Sao Mộc, ở "Trại Hy Lạp". Nó được đặt theo tên anh hùng Sinon Hy Lạp cổ đại, chiến binh trong Chiến tranh thành Troia. Nó được phát hiện bởi Hiroki Kosai và Kiichiro Hurukawa ở Đài thiên văn Kiso ở Nhật Bản ngày 18 tháng 2 năm 1977.